# Arculacythereis
Arculacythereis is een geslacht van kreeftachtigen uit de klasse van de Ostracoda (mosselkreeftjes).

## Soorten
- Arculacythereis indoarabica Khosla, 1989 †
- Arculacythereis ovalis
- Arculacythereis polytrematus Titterton & Whatley, 2009
- Arculacythereis postdeclivis (Chapman, 1914) Neil, 1994 †
- Arculacythereis tatei Neil, 1994 †
- Arculacythereis thomasi McKenzie, Reyment & Reyment, 1991 †
- Arculacythereis vacciformis Hartmann, 1981